# Calle Nikólskaya
La calle Nikólskaya (en ruso: Никольская улица) es una calle peatonal en el Kitái-Górod de Moscú. Conecta la plaza Roja y la plaza Lubianka. Fue nombrada «calle del 25 de octubre» entre 1935 y 1990 durante la época soviética.
El lado norte de la calle está bordeado de edificios históricos, como la Catedral de Kazán, la Antigua Casa de la Moneda, el Monasterio del Santo Salvador, el Monasterio Griego de San Nicolás (del cual la calle toma su nombre) y la antigua sede la imprenta de Santo Sínodo, la primera editorial de Rusia. El lado sur contiene el GUM y la Iglesia de la Dormición, un ejemplo del barroco Naryshkin financiado por la familia Saltykov en 1691.
Antes de la reconstrucción del centro de Moscú por parte de Stalin, la calle conducía a las puertas de Vladímir del muro de Kitái-Górod (1534-1538) que solían dominar la plaza Lubianka. Otra iglesia de estilo barroco Naryshkin, que data de 1694, colindaba con la puerta, al igual que la capilla más reciente de San Pantaleón con una gran cúpula. Todos estos edificios fueron destruidos en 1934.
La calle Nikólskaya y la vecina Tretyakovsky Proezd son el centro del distrito comercial de lujo tradicional de Moscú. La calle fue peatonalizada en agosto de 2013.
Durante la Copa Mundial de Fútbol de 2018, la calle fue el centro de encuentro de numerosos aficionados al fútbol, donde fue bautizada como "La calle de las luces" o "Street of lights" por cientos de aficionados.